# 장병만
장병만(張炳晩, 1900년 7월 17일 - ?)은 대한민국의 정치인이다.

## 약력
- 일본 메이지 대학교 법학전문부 졸업
- 명륜전문학교 졸업
- 1948년 5월 10일 : 제헌 국회의원(경북 칠곡)
- 건국준비위원회 활동
- 한국전쟁 때 납북되었음.

## 역대 선거 결과
|  | 36.24% |

|  | 8.36% |

## 참고자료
- 《대한민국 의정총람》, 국회의원총람발간위원회, 1994년
- 장병만 - 대한민국헌정회